# Gradient de pression
Le gradient de pression est la quantité utilisée en mécanique pour représenter la variation de la pression dans un fluide. Le gradient de pression est une grandeur vectorielle normalement exprimée dans le système international d'unités en pascals par mètre (Pa/m). Les gradients de pression jouent un rôle important en aérodynamique et hydrodynamique, théories appliquées dans divers domaines scientifiques et techniques comprenant l'aéronautique, la géophysique, l'astronomie et la biophysique.
En sciences de l'atmosphère (météorologie, climatologie et domaines connexes), le gradient de pression (typiquement de l'atmosphère terrestre) est la grandeur physique qui décrit en quelle direction et selon quelle proportion la pression change le plus rapidement autour d'un endroit particulier.
En géologie du pétrole et dans les sciences pétrochimiques relatives aux puits de pétrole, et plus précisément en hydrostatique, le gradient vertical de pression dans une colonne de fluide à l'intérieur d'un puits de forage est généralement exprimé en psi/ft. Cette colonne de fluide est soumise au gradient de pression composé induit par les fluides sus-jacents. Le chemin et la géométrie de la colonne sont totalement sans importance ; la pression et le gradient de pression en n'importe quel point à l'intérieur de la colonne ne dépendent que de la profondeur verticale de la colonne.
Mathématiquement, le gradient de pression est obtenu par l'application de l'opérateur nabla à une pression fonction de la position. Le gradient négatif de pression est connu comme la densité de force.

## Interprétation physique
Strictement parlant, la notion de gradient de pression est une caractérisation locale de l'air (et plus généralement du fluide examiné). Le gradient de pression est défini uniquement à des échelles spatiales dans lesquelles la pression (plus généralement la dynamique des fluides) elle-même est définie.
Au sein des atmosphères planétaires (y compris l'atmosphère terrestre), le gradient de pression est un vecteur pointant à peu près vers le bas, parce que la  pression change plus rapidement verticalement, en augmentant vers le bas (variation de pression verticale). La valeur de la force (ou norme) du gradient de pression dans la troposphère est typiquement de l'ordre de 9 Pa/m (ou 90 hPa/km).
Le gradient de pression a souvent une composante horizontale petite mais essentielle, qui est en grande partie responsable de la circulation du vent. Le gradient de pression horizontal est un vecteur bidimensionnel résultant de la projection du gradient de pression sur un plan horizontal local.
Près de la surface de la Terre, la force due au gradient de pression horizontal est dirigée des zones de haute pression vers celles de basse pression. Son orientation particulière à tout moment et à l'endroit dépend fortement de la situation météorologique. Aux latitudes moyennes, le gradient de pression horizontal peut prendre des valeurs de l'ordre de 10−2 Pa/m (10 Pa/km), et des valeurs plus élevées à l'intérieur des fronts météorologiques.

## Pertinence climatique
Les différences de pression atmosphérique entre les différents lieux sont essentielles dans les prévisions météorologiques et climatiques. Comme indiqué ci-dessus, le gradient de pression sous-tend l'une des principales forces qui agissent sur l'air et qui le font se déplacer, produisant le vent. La force due au gradient de pression pointe des zones de haute pression vers celles de basse pression, elle est donc orientée dans le sens opposé à celui du gradient de pression lui-même.
Les ondes sonores et les ondes de choc sont des événements qui peuvent induire de très grands gradients de pression, mais ce sont souvent des perturbations transitoires.